# Faro Bülk
El faro Bülk (en alemán: Leuchtturm Bülk) es un faro de la costa del mar Báltico en el Estado de Schleswig-Holstein, al norte de Alemania. Se encuentra en el promontorio más occidental de la península de la Selva Dánica, en la confluencia entre las rías de Kiel y de Eckernförde
Es el faro más antiguo de la ría de Kiel y sirve como una luz que guía a su entrada. Un sector de la luz roja advierte del bajío Stollergrund. Se trata de una atracción popular para los visitantes. 
Ya en 1807 las autoridades danesas habían establecido un faro y estación experimental en el promontorio Bulker Huk. La torre contó con seis lámparas con espejos curvos, pero solo empezó a funcionar en 1815 debido a las guerras napoleónicas. En 1843, esta torre fue destruida por un rayo, fue sustituida por una torre con una lente giratoria. La construcción de la torre actual se inició en 1862 por parte de los daneses, pero debido a la segunda guerra de Schleswig sólo pudo ser completado en 1865 por parte de Prusia.